# Джонас Блу
Гай Джеймс Робин (англ. Guy James Robin; род. 2 августа 1989, Лондон, Великобритания), более известный своим сценическим псевдонимом Джонас Блу (англ. Jonas Blue) — британский музыкальный продюсер, автор песен и диджей.

## Карьера
Получил широкую известность в 2016 году после выхода его ремикса на композицию Трейси Чэпмен 1988 года «Fast Car». Сингл был создан в стиле тропикал-хаус и записан при участии певицы Dakota. Песня заняла второе место в британском xит-параде UK Singles Chart, а также стала платиновой в Италии, Новой Зеландии и Австралии. В 2016 году музыкант выпустил новые синглы «Perfect Strangers» при участии британского певца JP Cooper и «By Your Side» при участии певицы RAYE. В начале 2017 года диджей представил новый сингл «Mama», который создан совместно с австралийским исполнителем Уильямом Синджем.

## Дискография
Студийные альбомы
- Blue (2017)

## Награды и номинации
| Награда                 | Год  | Номинация/работа | Категория                  | Результат |
| ----------------------- | ---- | ---------------- | -------------------------- | --------- |
| MTV Europe Music Awards | 2016 | «Himself»        | Best Push Act              | Номинация |
| Brit Awards             | 2017 | «Fast Car»       | British Single of the Year | Номинация |
| Brit Awards             | 2018 | «Mama»           | British Single of the Year | Номинация |
| Brit Awards             | 2019 | «Rise»           | British Single of the Year | Выбывание |